# Усолка (Красноярский край)
Усо́лка — деревня в Дзержинском районе Красноярского края. Входит в состав Дзержинского сельсовета.

## История
В 1968 году указом президиума Верховного Совета РСФСР деревня при ферме № 1 совхоза имени Дзержинского переименована в Усолка.

## Население
| 2010 |
| ---- |
| 539  |